# Hydraecia murciegoi
Hydraecia murciegoi là một loài bướm đêm trong họ Noctuidae.